# 元亭站
元亭站（：／ Wonjeong yeok */?）曾为韩国铁路湖南线上的一个车站，位于大田广域市西区元亭洞，已于2006年废止。

## 历史
- 1955年12月1日，落成使用。
- 2006年6月23日，停止使用。